# Tredagesfeber
Tredagesfeber, også kaldet Exanthema subitum eller Roseola infantum, er en meget almindelig tilstand, som rammer så godt som alle børn. De fleste smittes i løbet af de 2-3 første leveår. Den ses hos børn i seks måneders-alderen til tre års-alderen. Sygdommen er meget smitsom. Den er en virussygdom fra herpesvirus-familien. Sundhedsstyrelsen har udarbejdet en vejledning om tredagesfeber.
Man kan kun få den én gang i livet.

## Symptomer
Tredagesfeber er en mild børnesygdom, der først giver feber i 3 dage og derefter udslæt på kroppen.